# Borcea, Călărași
Borcea este satul de reședință al comunei cu același nume din județul Călărași, Muntenia, România.

## Istoria așezării
Atestarea documentară (scrisă): 15 decembrie 1501. Radu Voievod, domnul Țării Românești, emitea un hrisov (act de cancelarie domnească confirmat cu pecetea mare a țării) prin care întărea stăpânirea mănăstirii Nucet asupra bălții Săltava, de la "gura ei până la Tâmburești". Ulterior, un alt hrisov din vremea domnului Vlad Voievod, datat - 6 iulie 1530, confirma spre stăpânire "Gârla lungă de la Tâmburești". La 18 noiembrie 1614, domnul Radu Mihnea întărea mânâstirii Plumbuita, stăpânirea moșiei și satului Tâmburești "cu toți rumânii de peste tot hotarul" .
Așadar vechea denumire a așezării a fost Tâmburești. Din satul Tâmburești se vor dezvolta satele Pietroiu și Cocargeaua (v. Cocargeaua, Călărași). Părții de vest a satului Cocargeaua i se spunea "Piatra" fără a se confunda cu satul Pietroiu. Cartierul/zona Piatra făcea parte din satul Cocargeaua, iar între cele două sate exista o zonă fără așezări, practic un câmp deschis. Localnicii și acum folosesc denumirea "Piatra" pentru această zonă/cartier. Cu timpul cele două sate s-au extins și practic s-au unit de facto prin extinderea așezărilor din cadrul acestora. În urma reformei administrative din 1864 denumirea de Tâmburești dispare definitiv prin înființarea a două comune: Pietroiu și Cocargeaua (v.broșura "I.A.S.Pietroiu-30 de ani de activitate rodnică", elaborată în iulie 1978 la Arhhivele Statului Ialomița și executată la Tiparul Slobozia).
În urma reformei administrative din 1968, cele două comune au fost "contopite" în comuna Borcea. Sunt foarte puțini localnici care pot identifica cu precizie vechea delimitare între cele două sate din care s-a format actuala comună. În perioada 1968-1981 comuna Borcea a făcut parte din județul Ialomița, ulterior din județul Călărași.